# Regioni della Guinea-Bissau

Regioni della Guinea-Bissau

Le regioni della Guinea-Bissau sono la suddivisione territoriale di primo livello del Paese e sono pari a 8, cui si aggiunge la Regione di Bissau, ufficialmente designata come settore autonomo. Ciascuna regione si articola a sua volta in settori.

## Lista
| Localizzazione | Regione            | Capoluogo | Popolazione (2009) | Superficie (Km²) |
| -------------- | ------------------ | --------- | ------------------ | ---------------- |
|                | Regione di Bafatá  | Bafatá    | 200 884            | 5 981            |
|                | Regione di Biombo  | Quinhamel | 93 039             | 839              |
|                | Regione di Bissau  | Bissau    | 365 097            | 78               |
|                | Regione di Bolama  | Bolama    | 32 424             | 2 624            |
|                | Regione di Cacheu  | Cacheu    | 185 053            | 5 175            |
|                | Regione di Gabú    | Gabú      | 205 608            | 9 150            |
|                | Regione di Oio     | Farim     | 215 259            | 5 403            |
|                | Regione di Quinara | Buba      | 60 777             | 3 138            |
|                | Regione di Tombali | Catió     | 91 089             | 3 737            |